# Mount Shuksan
Mount Shuksan je hora v Národním parku Severní Kaskády na severu amerického státu Washington. Nachází se jen malý kousek na východ od Mount Baker a téměř 19 kilometrů jižně od kanadsko-americké hranice. Jméno Shuksan pochází z jazyka indiánského kmene Lummijů a znamená vysoký vrchol. Nejvyšší vrchol hory je nazvaný Summit Pyramid (vrcholová pyramida), další vrcholy jsou Nuksecká věž a Přesýpací hodiny.
Mount Shuksan je jednou z nejčastěji fotografovaných hor Kaskádového pohoří. Obrázky s jeho odrazem v Obrázkovém jezeru nedaleko lyžařského střediska Mount Baker jsou obzvlášť obvyklé. Silnice Mount Baker Highway je otevřená i v zimě pro podporu lyžařského střediska a pozdě v létě je silnice přístupná ještě několik kilometrů výše, až k Artist Pointu (umělecký bod).
Na jihovýchodním svahu hory se nachází vodopády Sulphide Creek Falls, jedny z nejvyšších v Severní Americe. Další čtyři vysoké vodopády, Mount Shuksan Waterfalls, proudí na svahu hory.
Jedním z vedlejších vrcholků hory je Seahpo Peak.